# Farceaux
 Farceaux  là một xã thuộc tỉnh Eure trong vùng Normandie miền bắc nước Pháp.